# غودلاند
غودلاند (بالإنجليزية: Goodland)‏ هي مدينة ومركز مقاطعة شيرمان في ولاية كانساس في الولايات المتحدة الأمريكية.

## التركيبة السكانية
حدّد مكتب تعداد الولايات المتحدة بيانات التركيبة السكانية لغودلاند في تعداد الولايات المتحدة. في ما يلي، التركيبة السكانية حسب تعدادي 2000 و2010.

### تعداد عام 2000
بلغ عدد سكان غودلاند 4,948 نسمة بحسب تعداد عام 2000، وبلغ عدد الأسر 2,085 أسرة وعدد العائلات 1,259 عائلة مقيمة في المدينة. في حين سجلت الكثافة السكانية 424 نسمة لكل كيلومتر مربع (1,098.2/ميل2). وبلغ عدد الوحدات السكنية 2,410 وحدة بمتوسط كثافة قدره 206.5 لكل كيلومتر مربع (534.8/ميل2).
وتوزع التركيب العرقي للمدينة بنسبة 93.35% من البيض و0.42% من الأمريكيين الأفارقة و0.32% من الأمريكيين الأصليين و0.24% من الأمريكيين ذوي الأصول الآسيوية و0.12% من سكان جزر المحيط الهادئ و4.53% من الأعراق الأخرى و1.01% من عرقين مختلطين أو أكثر و9.03% من الهسبانيون أو اللاتينيون من أي عرق.
بلغ عدد الأسر 2,085 أسرة كانت نسبة 28.6% منها لديها أطفال تحت سن الثامنة عشر تعيش معهم، وبلغت نسبة الأزواج القاطنين مع بعضهم البعض 50.5% من أصل المجموع الكلي للأسر، ونسبة 7.1% من الأسر كان لديها معيلات من الإناث دون وجود شريك، بينما كانت نسبة 2.8% من الأسر لديها معيلون من الذكور دون وجود شريكة وكانت نسبة 39.6% من غير العائلات. تألفت نسبة 32.4% من أصل جميع الأسر من عدة أفراد يعيشون في نفس المنزل ونسبة 16% كانت تتألف من شخص يعيش بمفرده يبلغ من العمر 65 عاماً أو أكثر. وبلغ متوسط حجم الأسرة المعيشية 2.31، أما متوسط حجم العائلات فبلغ 2.95.
بلغ العمر الوسطي للسكان 36.6 عاماً. وكانت نسبة 23.3% من القاطنين تحت سن الثامنة عشر، وكانت نسبة 12.6% بين الثامنة عشر والرابعة والعشرين عاماً، ونسبة 23.2% كانت واقعةً في الفئة العمرية ما بين الخامسة والعشرين والرابعة والأربعين عاماً، ونسبة 21.5% كانت ما بين الخامسة والأربعين والرابعة والستين، ونسبة 16.8% كانت ضمن فئة الخامسة والستين عاماً فما فوق. يوجد لكل 100 أنثى 102.1 ذكر، ويوجد لكل 100 أنثى في الثامنة عشر من عمرها فما فوق 98.9 ذكر.
بلغ متوسط دخل الأسرة في المدينة 31,356 دولارًا، أما متوسط دخل العائلة فبلغ 38,309 دولارًا. وكان متوسط دخل الذكور 28,589 دولارًا مقابل 20,798 دولارًا للإناث. وسجل دخل الفرد الخاص بالمدينة 17,105 دولارًا. وكانت نسبة 9.7% من العائلات ونسبة 12.1% من السكان تحت خط الفقر، وكان من هؤلاء نسبة 11.9% تحت سن الثامنة عشر ونسبة 8.1% في الخامسة والستين من العمر وما فوق.

### تعداد عام 2010
بلغ عدد سكان غودلاند 4,489 نسمة بحسب تعداد عام 2010، وبلغ عدد الأسر 1,985 أسرة وعدد العائلات 1,161 عائلة مقيمة في المدينة. في حين سجلت الكثافة السكانية 384.7 نسمة لكل كيلومتر مربع (996.4/ميل2). وبلغ عدد الوحدات السكنية 2,395 وحدة بمتوسط كثافة قدره 205.2 لكل كيلومتر مربع (531.5/ميل2).
وتوزع التركيب العرقي للمدينة بنسبة 93.03% من البيض و0.74% من الأمريكيين الأفارقة و0.36% من الأمريكيين الأصليين و0.38% من الأمريكيين ذوي الأصول الآسيوية و0.11% من سكان جزر المحيط الهادئ و3.32% من الأعراق الأخرى و2.07% من عرقين مختلطين أو أكثر و10.96% من الهسبانيون أو اللاتينيون من أي عرق.
بلغ عدد الأسر 1,985 أسرة كانت نسبة 27.6% منها لديها أطفال تحت سن الثامنة عشر تعيش معهم، وبلغت نسبة الأزواج القاطنين مع بعضهم البعض 44.2% من أصل المجموع الكلي للأسر، ونسبة 10% من الأسر كان لديها معيلات من الإناث دون وجود شريك، بينما كانت نسبة 4.3% من الأسر لديها معيلون من الذكور دون وجود شريكة وكانت نسبة 41.5% من غير العائلات. تألفت نسبة 36% من أصل جميع الأسر من عدة أفراد يعيشون في نفس المنزل ونسبة 15.6% كانت تتألف من شخص يعيش بمفرده يبلغ من العمر 65 عاماً أو أكثر. وبلغ متوسط حجم الأسرة المعيشية 2.21، أما متوسط حجم العائلات فبلغ 2.85.
بلغ العمر الوسطي للسكان 40.0 عاماً. وكانت نسبة 22.7% من القاطنين تحت سن الثامنة عشر، وكانت نسبة 10.1% بين الثامنة عشر والرابعة والعشرين عاماً، ونسبة 22.3% كانت واقعةً في الفئة العمرية ما بين الخامسة والعشرين والرابعة والأربعين عاماً، ونسبة 25.9% كانت ما بين الخامسة والأربعين والرابعة والستين، ونسبة 19% كانت ضمن فئة الخامسة والستين عاماً فما فوق. وتوزع التركيب الجنسي للسكان بنسبة 49.3% ذكور و50.7% إناث.

## المناخ
يظهر الجدول التالي التغييرات المناخية على مدار السنة لغودلاند:
| البيانات المناخية لـغودلاند                     | البيانات المناخية لـغودلاند | البيانات المناخية لـغودلاند | البيانات المناخية لـغودلاند | البيانات المناخية لـغودلاند | البيانات المناخية لـغودلاند | البيانات المناخية لـغودلاند | البيانات المناخية لـغودلاند | البيانات المناخية لـغودلاند | البيانات المناخية لـغودلاند | البيانات المناخية لـغودلاند | البيانات المناخية لـغودلاند | البيانات المناخية لـغودلاند | البيانات المناخية لـغودلاند |
| الشهر                                           | يناير                       | فبراير                      | مارس                        | أبريل                       | مايو                        | يونيو                       | يوليو                       | أغسطس                       | سبتمبر                      | أكتوبر                      | نوفمبر                      | ديسمبر                      | المعدل السنوي               |
| ----------------------------------------------- | --------------------------- | --------------------------- | --------------------------- | --------------------------- | --------------------------- | --------------------------- | --------------------------- | --------------------------- | --------------------------- | --------------------------- | --------------------------- | --------------------------- | --------------------------- |
| الدرجة القصوى °ف (°م)                           | 79 (26)                     | 87 (31)                     | 90 (32)                     | 96 (36)                     | 104 (40)                    | 110 (43)                    | 111 (44)                    | 108 (42)                    | 105 (41)                    | 96 (36)                     | 87 (31)                     | 83 (28)                     | 111 (44)                    |
| متوسط درجة الحرارة الكبرى °ف (°م)               | 42.4 (5.8)                  | 45.3 (7.4)                  | 54.6 (12.6)                 | 63.6 (17.6)                 | 73.0 (22.8)                 | 83.9 (28.8)                 | 90.0 (32.2)                 | 87.5 (30.8)                 | 79.1 (26.2)                 | 66.2 (19.0)                 | 52.4 (11.3)                 | 42.5 (5.8)                  | 65.0 (18.3)                 |
| المتوسط اليومي °ف (°م)                          | 29.6 (−1.3)                 | 32.3 (0.2)                  | 40.5 (4.7)                  | 49.2 (9.6)                  | 59.4 (15.2)                 | 69.7 (20.9)                 | 75.7 (24.3)                 | 73.7 (23.2)                 | 64.6 (18.1)                 | 51.9 (11.1)                 | 39.0 (3.9)                  | 29.9 (−1.2)                 | 51.3 (10.7)                 |
| متوسط درجة الحرارة الصغرى °ف (°م)               | 16.9 (−8.4)                 | 19.4 (−7.0)                 | 26.5 (−3.1)                 | 34.7 (1.5)                  | 45.8 (7.7)                  | 55.6 (13.1)                 | 61.3 (16.3)                 | 60.0 (15.6)                 | 50.1 (10.1)                 | 37.5 (3.1)                  | 25.7 (−3.5)                 | 17.3 (−8.2)                 | 37.6 (3.1)                  |
| أدنى درجة حرارة °ف (°م)                         | −26 (−32)                   | −22 (−30)                   | −20 (−29)                   | 0 (−18)                     | 21 (−6)                     | 31 (−1)                     | 40 (4)                      | 38 (3)                      | 19 (−7)                     | 1 (−17)                     | −12 (−24)                   | −27 (−33)                   | −27 (−33)                   |
| الهطول إنش (مم)                                 | 0.38 (9.7)                  | 0.49 (12)                   | 1.07 (27)                   | 1.59 (40)                   | 2.95 (75)                   | 3.25 (83)                   | 3.47 (88)                   | 2.70 (69)                   | 1.22 (31)                   | 1.37 (35)                   | 0.71 (18)                   | 0.46 (12)                   | 19.66 (499.7)               |
| متوسط تساقط الثلوج إنش (سم)                     | 5.9 (15)                    | 5.4 (14)                    | 6.8 (17)                    | 4.2 (11)                    | 0.5 (1.3)                   | 0 (0)                       | 0 (0)                       | 0 (0)                       | 0.4 (1.0)                   | 2.2 (5.6)                   | 4.6 (12)                    | 5.5 (14)                    | 35.5 (90)                   |
| متوسط أيام هطول الأمطار (≥ 0.01 in)             | 3.9                         | 4.8                         | 6.0                         | 7.7                         | 10.5                        | 9.4                         | 9.9                         | 8.8                         | 5.5                         | 5.6                         | 4.6                         | 3.9                         | 80.5                        |
| متوسط الأيام المثلجة (≥ 0.1 in)                 | 3.7                         | 4.1                         | 3.6                         | 2.0                         | 0.2                         | 0                           | 0                           | 0                           | 0.2                         | 0.8                         | 2.9                         | 3.5                         | 21.0                        |
| المصدر: The Weather Channel; خدمة الطقس الوطنية |                             |                             |                             |                             |                             |                             |                             |                             |                             |                             |                             |                             |                             |